# Transport ferroviaire au Vietnam

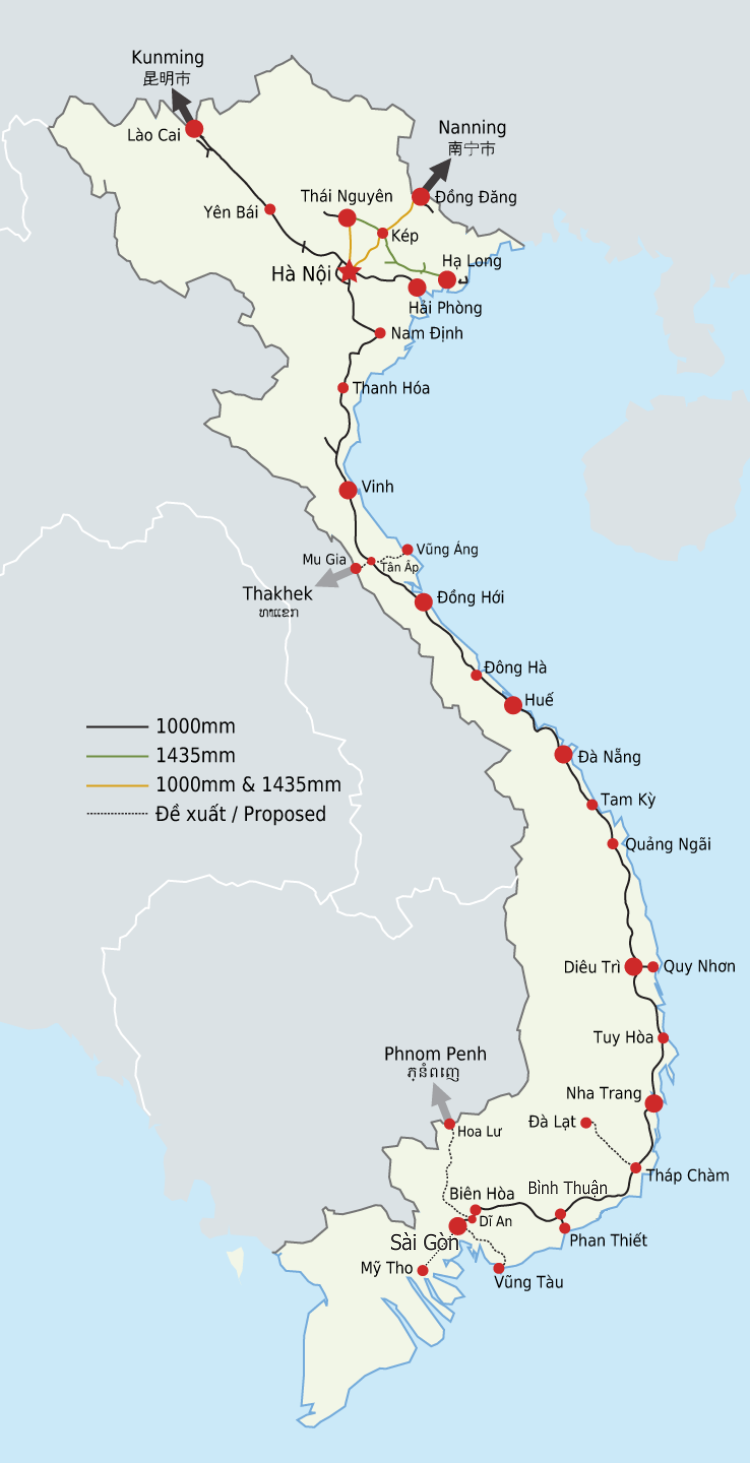
Carte des voies ferrées du Viêt Nam

Le réseau ferré du Viêt Nam relie le nord au sud du pays. Il est hérité de l'ancien réseau colonial d'Indochine.
Il est géré par une compagnie d'État, Vietnam Railways.
Il est relié au réseau chinois en deux points : aux postes-frontières de Lào Cai au nord-ouest et de Đồng Đăng au nord-est.
Le rétablissement d'une liaison ferroviaire vers le Cambodge est en projet[réf. nécessaire].

## Historique
Le chemin de fer fit son apparition au Viêt Nam avec la construction de la première ligne reliant Saïgon à Mỹ Tho en 1881. Les travaux furent achevés quatre ans plus tard et le premier train circula le 20 juillet 1885.
Durant la période 1882-1936, l'essentiel du réseau ferroviaire vietnamien fut construit à l'écartement métrique par l'administration coloniale française.
À son apogée, celui-ci comptait environ 2 600 km de lignes réparties de la manière suivante:
- Ligne de Saïgon à Hanoï
1 726 km de ligne principale, surnommée le « Transindochinois » ou « ligne "Mandarine" ». Il rallie les deux plus grandes villes vietnamiennes : Hanoï au nord et Saigon (actuelle Hô-Chi-Minh-Ville) au sud.
- Ligne d'Haïphong à Kunming (Chine) composée sur le territoire vietnamien de :
  - Ligne de Hanoï à Haïphong
102 km de ligne principale qui constitue la première partie de la ligne du Yunnan.
  - Ligne de Hanoï à Lào Cai
296 km de ligne principale. C'est la deuxième partie de la ligne du Yunnan qui continue au-delà de la frontière jusqu'à Kunming en Chine, Lào Cai étant la ville frontière vietnamienne. Les Français avaient réalisé l'ensemble de la ligne de Haiphong jusqu'à Kunming avant que la région du Yunnan ne redevienne chinoise par la suite.
- Ligne de Hanoï à Lang Son et Dong Dang
162 km de ligne principale. Dong Dang est la gare frontière vietnamienne où s'achève la voie métrique et où la voie normale poursuit son trajet vers la grande métropole chinoise de Nanning. Le troisième rail fut posé de Dong Dang jusqu'à Hanoï pendant la guerre du Viêt Nam.
- Ligne de Hanoï à Luu Xa et Quan Trieu
75 km de voie ferrée. Cette ligne à caractère industriel est en tronc commun avec celle du "Yunnan" de Hanoi Gia Lam jusqu'à la gare de Dong Anh où les deux lignes se séparent. Elle desservait juste après le nœud ferroviaire de Luu Xa la très importante zone industrielle de Thái Nguyên.
- Ligne de Dalat à Thap Cham
84 km de ligne principale dont trois sections totalisant 17 km équipées de crémaillère. La section de montagne Song Pha - Dalat fut définitivement abandonnée en 1976 après la réunification du pays et la voie fut déposée au début des années 1980. Seuls les huit derniers kilomètres du parcours furent partiellement épargnés puis remis en état et permettent depuis 1991 la circulation des trains touristiques entre Đà Lạt et Trai Mat. Ce tronçon n'est cependant pas répertorié sur les cartes officielles des VNR.
- Ligne de Di An à Lôc Ninh (nœud ferroviaire de Hô-Chi-Minh-Ville)
Ancienne ligne d'environ 100 km de long construite par les français et complètement abandonnée après 1959. Cette ligne avait son terminus situé non loin de la frontière cambodgienne. La voie a été intégralement déposée après la réunification des deux Viêt Nam en 1975 à la suite des difficultés économiques du pays. La plate-forme est toujours existante sur une bonne partie du tracé qui sert de nos jours de chemin d'accès aux champs pour les paysans, hormis deux tronçons sacrifiés pour le développement urbain à la traversée des villes de Phu Cuong et de Di An.
- Ligne de Gia Dinh à Hòc Môn (nœud ferroviaire de Hô-Chi-Minh-Ville)
Tronçon inachevé d'une vingtaine de kilomètres qui devait constituer l'amorce de la future ligne internationale projetée par l'Union indochinoise entre la Cochinchine et le Cambodge permettant ainsi de joindre Saïgon à Phnom Penh en achevant la dernière liaison manquante du réseau indochinois si les évènements historiques s'étaient déroulés autrement. Cette amorce exploitée durant la période coloniale par le tramway vicinal de Saïgon tomba en désuétude lors de la deuxième guerre mondiale et fut totalement démantelée peu avant la fin de la guerre d'Indochine.
- Ligne de Dieu Tri à Quy Nhon
Ligne à voie métrique longue de 10 km embranchée au transindochinois pour la desserte de la ville de Quy Nhơn.

Durant la Guerre d'Indochine (de 1946 à 1954), puis celle du Viêt Nam (de 1959 à 1975), le réseau ferroviaire vietnamien a été sérieusement endommagé.
Après la réunification du pays en 1976, les chemins de fer vietnamiens furent reconstruits grâce au large soutien de la République populaire de Chine, de l’Union soviétique et autres pays du Bloc communiste. L'écartement standard fut donc introduit durant cette période.
En 1989, une réforme du secteur ferroviaire vietnamien destinée à améliorer et moderniser le réseau des voies ferrées fut décidée, afin que celui-ci devienne le secteur clef de transport au Việt Nam, dans le but de contribuer activement à la croissance économique du pays en l’intégrant au réseau ferroviaire asiatique.
En 2002, la modernisation du Chemin de fer Nord-Sud fut décidée grâce à l'aide de capitaux japonais. La mise à écartement standard des 1 736 km de la ligne semble être acquise. Ces travaux importants permettraient la suppression des croisements avec le réseau routier (passages à niveau) et leur remplacement par des ponts ou des tunnels. La voie ainsi modernisée offrirait alors la possibilité d'y faire circuler un système de train à grande vitesse (les Japonais proposant leur Shinkansen).

## Caractéristiques
- longueur totale du réseau : 2 652 km dont
  - 180 km en voie normale
  - 2 249 km en voie métrique
  - 237 km en double écartement (système à 3 rails)